# Таковски каменоресци
Таковски каменоресци клесали су сеоске надгробне споенике и крајпуташе у северозападном делу Рудничког округа, широм простора Прањани-Бољковци и Сувобор-Вујан.
Радили су у три одвојена клесарска средишта:
Прво је је било на истоку према качерском крају у коме су стварали ручићко-врнчански каменоресци.
Друго средиште захватало најзападнији део подручја према Пожеги, са центром у Прањанима.
Треће средиште било је у подрајачким селима Горњи Бранетићи и Озрем.
Таковски мајстори израђивали су споменике и северно од сувоборске водомеђе, према ваљевском крају.

## Истакнути представници
- Јован Томић (1838-1888) из Врнчана.

- Јосиф Симић Теочинац (1860-1908) родом из Теочина, радио у Прањанима.

- Урош Марковић (1883-1963) из Прањана.

- Вујица Гавровић (?-1914) родом из Јелен Дола, радио у Горњим Бранетићима.

- Добросав Стевановић (1890-1969) из Озрема.

## Мање познати мајстори
- Миленко Милетић из Богданице

- Секула Милетић из Богданице

- Милијан Марић из Горњих Бранетића.

Међу најбоље каменоресце таковског краја треба уврстити још: Милисава Дробњака из Доњих Бранетића, Милана Баралића из Шарана, Милана Јовановића из Љеваје и Живојина Лучића из Горњих Бранетића.